# Szewardeni-1906 Tbilisi
SK Szewardeni-1906 Tbilisi (gruz. ს.კ. "შევარდენი-1906" თბილისი) – gruziński klub piłkarski z siedzibą w stolicy kraju Tbilisi.

## Historia
Chronologia nazw:
- 1906: Szewardeni Tiflis
- 1936: Szewardeni Tbilisi
- 1990: Szewardeni-1906 Tbilisi
- 1996: TSU Tbilisi (po fuzji z Uniwersiteti Tbilisi)
- 2000: TSU Armazi Tbilisi (po fuzji z Armazi Mccheta)
- 2001: TSU Tbilisi
- 2002: rozpad fuzji
- 2015: Szewardeni-1906 Tbilisi

Klub Sportowy Szewardeni Tiflis został założony w 1906 w miejscowości Tiflis. W 1936 po zmianie nazwy miasta klub przyjął nazwę Szewardeni Tbilisi. Do 1986 występował w rozgrywkach lokalnych. W 1990 debiutował w rozgrywkach Wtoroj Ligi, strefy 9 Mistrzostw ZSRR.
W 1990 zmienił nazwę na Szewardeni-1906 Tbilisi i debiutował w pierwszych rozgrywkach o Mistrzostwo niepodległej Gruzji. 1 czerwca 1996 połączył się z klubem Universiteti Tbilisi, założonym rok wcześniej 1 lipca 1995. Klub otrzymał nazwę TSU Tbilisi, od akronimu reprezentowanego Tbiliskiego Uniwersytetu Państwowego (gruziński skrót TSU). 1 lipca 1997 do klubu przyłączył się Armazi Mccheta. W sezonie 2000/01 jako TSU Armazi Tbilisi zajął 9 miejsce i spadł do Pirveli Liga. Od następnego sezonu występował pod nazwą TSU Tbilisi.
Po rozpadzie fuzji klub został reaktywowany w 2015 jako Szewardeni-1906 Tbilisi. Startował w III lidze gruzińskiej. W 2017 zwyciężył w Liga 3 i awansował do Erownuli Liga 2

## Barwy klubowe, strój i herb
| Czarny | Biały |

Klub ma barwy czarno-białe, które są kolorami herbu klubu. Piłkarze domowe spotkania zazwyczaj grają w pasiastych pionowo biało-czarnych koszulkach, czarnych spodenkach oraz czarnych getrach. Na wyjeździe korzystają z niebiesko-białego stroju.
Na herbie klubu został umieszczony obraz czarnego sokoła z podniesionymi skrzydłami, którymi podtrzymuje piłkę nożną. Czarnymi literami po gruzińsku napisano u góry Tbilisi, a na dole Szewardeni-1906.

## Sukcesy

### Trofea międzynarodowe
Nie uczestniczył w rozgrywkach europejskich (stan na 31-05-2018).

### Trofea krajowe
Gruzja
| \| \| Zdobyte trofea w rozgrywkach Gruzji (stan na: 31-05-2015) \| |                                                           |      |                        |
| Rozgrywki                                                          | Osiągnięcie                                               | Razy | Sezon(y)               |
| Mistrzostwo                                                        | I miejsce                                                 | 0    |                        |
| Mistrzostwo                                                        | II miejsce                                                | 1    | 1992/93                |
| Mistrzostwo                                                        | III miejsce                                               | 0    |                        |
| Puchar                                                             | zdobywca                                                  | 0    |                        |
| Puchar                                                             | finalista                                                 | 0    |                        |
| Puchar                                                             | ćwierćfinalista                                           | 3    | 1992/93, 1993/94, 2017 |
| II liga                                                            | I miejsce                                                 | 0    |                        |
| II liga                                                            | II miejsce                                                | 0    |                        |
| II liga                                                            | III miejsce                                               | 0    |                        |
| II liga                                                            | 6.miejsce                                                 | 1    | 2018                   |
| Gruzja                                                             | Zdobyte trofea w rozgrywkach Gruzji (stan na: 31-05-2015) |      |                        |

- Liga 3 (III poziom):
  - mistrz (1): 2017

ZSRR
| \| \| Zdobyte trofea w rozgrywkach Związku Radzieckiego (stan na: 31-12-1992) \| |                                                                         |      |          |
| Rozgrywki                                                                        | Osiągnięcie                                                             | Razy | Sezon(y) |
| Mistrzostwo                                                                      | I miejsce                                                               | 0    |          |
| Mistrzostwo                                                                      | II miejsce                                                              | 0    |          |
| Mistrzostwo                                                                      | III miejsce                                                             | 0    |          |
| Puchar                                                                           | zdobywca                                                                | 0    |          |
| Puchar                                                                           | finalista                                                               | 0    |          |
| Puchar                                                                           | 1/16 finału                                                             | 1    | 1988/89  |
| II liga                                                                          | I miejsce                                                               | 0    |          |
| II liga                                                                          | II miejsce                                                              | 0    |          |
| II liga                                                                          | III miejsce                                                             | 0    |          |
|                                                                                  | Zdobyte trofea w rozgrywkach Związku Radzieckiego (stan na: 31-12-1992) |      |          |

- Wtoraja Liga ZSRR (III poziom):
  - 4 miejsce (1): 1987 (grupa)
- Mistrzostwa Gruzińskiej SRR:
  - mistrz (1): 1986
- Puchar Gruzińskiej SRR:
  - zdobywca (1): 1988

## Poszczególne sezony

### Rozgrywki międzynarodowe

#### Europejskie puchary
Nie uczestniczył w rozgrywkach europejskich (stan na 31-05-2018).

### Rozgrywki krajowe
| \| Gruzja \| Bilans występów klubu w rozgrywkach piłkarskich Gruzji (Stan na 31 grudnia 2018 r.) \| \| |                                                                                     |        |       |   |   |   |    |    |     |           |        |        |       |
| Poziom                                                                                                 | Rozgrywki                                                                           | Sezony | Mecze | Z | R | P | B+ | B– | Pkt | Lata      | Awanse | Spadki | Naj.  |
| I | Umaglesi Liga                                                                       | 7      |       |   |   |   |    |    |     | 1990–1996 | 0      | 0      | 2     |
| II | Erownuli Liga 2                                                                     | 1      |       |   |   |   |    |    |     | od 2018   | 0      | 0      | 6     |
| III | Liga 3                                                                              | 2      |       |   |   |   |    |    |     | 2015–2017 | 1      | 0      | 1     |
| | Puchar                                                                              | 9      |       |   |   |   |    |    |     | od 1990   | 0      | 0      | 1/4 f |
| Gruzja                                                                                                 | Bilans występów klubu w rozgrywkach piłkarskich Gruzji (Stan na 31 grudnia 2018 r.) |        |       |   |   |   |    |    |     |           |        |        |       |

## Struktura klubu

### Stadion
Klub rozgrywa swoje mecze domowe na stadionie Szewardeni w Tbilisi, który może pomieścić 2000 widzów.

### Inne sekcje
Klub prowadzi drużyny dla dzieci i młodzieży w różnym wieku.

## Kibice i rywalizacja z innymi klubami

### Derby
- FC Gagra
- Norczi Dinamoeli Tbilisi
- WIT Georgia Tbilisi